# Longitude eclíptica
Longitude eclíptica (λ) é o ângulo entre a projeção da direção de E sobre a Eclíptica e o Ponto Vernal (Ponto de Áries). Ela é contada de 0° a 360° a partir do Ponto Vernal, no sentido do movimento anual aparente do Sol (de oeste para leste na esfera celeste). 